# Revolta Carijita (866–896)
A Revolta Carijita de 866-896 foi uma grande insurreição contra o Califado Abássida. Centrada nos distritos de Moçul e Diar Rebia na província da Mesopotâmia Superior (Jazira), a rebelião durou aproximadamente 30 anos, apesar de inúmeras tentativas do governo central e das autoridades provinciais para debelá-la. A insurreição foi inicialmente liderada por Musavir, em resposta a prisão dum carijita de Hadita. Vários foram os sucessos militares alcançados por ele nos anos subsequentes, o que obrigou uma resposta mais vigorosa dos califas abássidas.
Após sua morte em 877, os carijitas passaram por um período de turbulência perante a escolha do sucessor de Musavir. Ele foi finalmente sucedido por Harune ibne Abedalá ibne Albajali, que permaneceu no comando até o fim do conflito. Por esta época, os carijitas passaram a receber ajuda dos taglibitas da Mesopotâmia Superior, e principalmente de Hamadã, o fundador epônimo da dinastia hamadânida. A revolta foi finalmente derrotada em 896, após o califa Almutadide (r. 892–902) realizar várias campanhas para restaurar a autoridade califal na região.

## Antecedentes
O movimento carijita foi uma proeminente seita religiosa do início da história islâmica, conhecida pelo fanatismo e oposição acérrima de seus membros ao estabelecimento do governo muçulmano. A visão dos carijitas quanto a natureza do califado causou a rejeição por parte deles da legitimidade do governo dos álidas, omíadas e abássidas, e no transcurso do século VII ao IX, foram responsáveis por numerosas rebeliões contra o governo estabelecido. Poucas destas tentativas provariam-se bem-sucedidas, mas a presença contínua dos carijitas em muitas regiões controladas por muçulmanos significa que eram uma fonte quase constante de problema para os governadores califais.
Na província califal da Mesopotâmia Superior (Jazira), o carijismo Sufri tinha desfrutado de forte séquito desde o final do século VII, particularmente entre os árabes da tribo dos rebiaítas. Entre 750 e 865, mais que uma dúzia de revoltas carijitas foram lançadas nessa região, embora muitas delas foram facilmente suprimidas pelo governo abássida. A mais recente ocorrera em 862, aproximadamente quatro anos antes da revolta de Musavir.

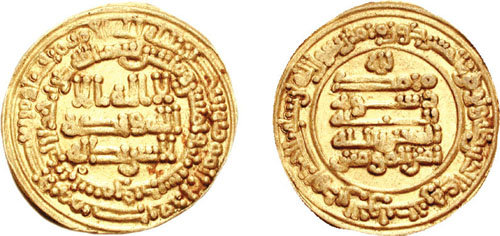
Dinar de ouro do califa Almutaz r.

Começando em 861, o Califado Abássida entrou em um período de fraqueza severa, durante o qual o governo central em Samarra foi paralisado por uma luta viciosa pelo poder entre os califas e o estabelecimento militar. No transcurso dos anos 860, o governo foi repetidamente assaltado por dificuldades financeiras, revoltas na capital e movimentos rebeldes em múltiplas províncias. Estes problemas foram exacerbados em 865, quando os califas rivais Almostaim (r. 862–866) e Almutaz (r. 866–869) lutaram uma guerra civil no Iraque Central, que deixou milhares de mortos e causou grande dano econômico à região. Mesmo após o fim da guerra no começo de 866, a instabilidade continuou inabalada, com revoltas das tropas repetidamente ocorrendo em Samarra e Bagdá.

## Eclosão da revolta

Mapa da Mesopotâmia Superior

Segundo o historiador ibne Alatir, a causa imediata da rebelião foi a prisão e detenção pelas autoridades de um jovem em Hadita. Esse indivíduo era um filho de Musavir, que era um dicã da cidade de Bavazije. Quando soube do cárcere de seu filho, reagiu furiosamente às notícias e reuniu certo número de apoiantes, que fielmente aliaram-se a ele. O grupo marchou sob Hadita e entrou-a; o chefe de polícia local foi forçado a esconder-se, e o filho de Musavir foi libertado da prisão.
O apoio a Musavir cresceu rapidamente, com árabes beduínos e curdos da região reunindo-se a seu lado. Após uma avanço abortado pelo distrito capital de Moçul, os rebeldes avançaram ao sul em direção a Estrada do Coração entre Bagdá e Hulvã no outono de 867. Quando o governador de Bagdá enviou dois comandante para proteger a estrada, Musavir lutou contra um deles, matando-o junto de várias centenas de seus homens, e forçou o outro a retirar-se para a capital. Ele então deu seguimento a esta vitória ao continuar a marcha para Hulvã, onde lutou e matou mais de 400 de seus defensores.
No começo de 868, em resposta ao crescente poder dos rebeldes, o subgovernador de Moçul organizou um exército e marchou contra Musavir nas proximidades do Grande e Pequeno Zabe. Os dois exércitos encontraram-se em maio de 868, e travaram batalha em meio ao vale fluvial. Após duros confrontos, os rebeldes saíram vitoriosos; o exército lealista sofreu pesadas baixas e o subgovernador fugiu para Irbil. Esta vitória aumentou a autoridade de Musavir na região, e no ano seguinte ele realizou uma expedição contra Moçul. Devido a fraqueza dos defensores, ele foi capaz de entrar na cidade sem oposição. Ele permaneceu ali por um curto período, durante o qual conduziu as súplicas da sexta-feira (Jumu'ah), e então retirou-se para Hadita.
No transcurso dos vários ano seguintes, Musavir permaneceu ativo dentro de uma vasta porção do distrito de Moçul, junto com parte do norte do Iraque. Tenentes foram enviados para administrar a área sob seu controle; eles estabeleceram guarnições e coletaram impostos dos residentes locais. Viajar através do país tornou-se difícil para agentes governamentais, que corriam o risco de serem capturados e mortos pelos partidários de Musavir. Ele também recebeu apoio das tribos árabes e curdas vizinhas, que simpatizavam com sua causa e lutaram contra o governo.

## Campanhas abássidas contra Musavir

A Revolta Carijita durou o reinado de quatro califas, de Almutaz a Almutadide

Começando em 867, o governo abássida em Samarra realizou uma série de campanhas militares num esforço para suprimir a revolta carijita. Estas operações começaram sob o califa Almutaz (r. 866–869), cujas forças contudo tiveram pouco sucesso contra os rebeldes.[a] Ele inicialmente enviou os oficiais Satiquim (Satikin)[b] e Cutarmixe (Khutarmish) contra Musavir; o último foi derrotado no distrito de Julala em dezembro. Em setembro de 868, Nuxara ibne Tajibaque, um tenente em serviço de Sale ibne Uacife, conseguiu infligir uma derrota sobre Musavir e matou grande parte de seus apoiantes. No ano seguinte, Jarjuque foi enviado contra o rebelde, mas foi derrotado e forçado a fugir para Samarra.
Após a derrocada e morte de Almutaz, seu sucessor Almutadi (r. 869–870) continuou as campanhas. Após receber relatos em janeiro de 870 que Musavir estava atacando a cidade de Balade, o califa ordenou que os comandante Muça, Mufli, o Turco e Baiabaque marchassem contra ele; um crise política na capital, contudo, resultou na postergação da expedição. Após um atraso de vários meses, Muça e Baiabaque reagruparam suas tropas e partiram para a Mesopotâmia Superior em 6 de abril. O exército estabeleceu uma base em Sine e Mufli conseguiu perseguir Musavir, posteriormente lutando contra o rebelde numa montanha próximo a Hadita. A batalha prosseguiu fracamente para Musavir, cujas forças estavam enfraquecidas após uma batalha recente contra um carijita dissidente, e ele posteriormente ordenou uma retirada. Mufli então avançou para várias cidades em Diar Rebia, num esforço para restabelecer a ordem.[c]

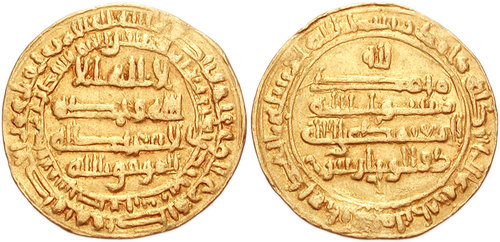
Dinar de ouro do califa Almutâmide r.

As forças califais permaneceram em Sine por algum tempo, mas no começo de junho Muça e Mufli preocuparam-se com uma conspiração de Almutadi, que queria assassiná-los ou prendê-los; eles imediatamente responderam com o abandono da Mesopotâmia Superior e a retirada à Estrada do Coração. Em Chanaquim, Muça encontrou Musavir, que tinha um forte vantagem numérica, mas apesar disso, os carijitas foram perseguidos e sofreram severas baixas.[d] Após a deposição de Almutadi em 17 de junho e sua substituição por Almutâmide (r. 870–892), Mufli recomeçou sua ofensiva contra os carijitas. Ele inicialmente conseguiu obrigar Musavir a abandonar Hadita, mas foi mal-sucedido em suas tentativas de derrotar o rebelde e posteriormente retornou para Samarra em agosto, permitindo Musavir readquirir sua autoridade na região.
Mufli novamente partiu em campanha em torno do começo de 872; ele avançou para Ticrite e lutou contra alguns membros de tribos árabes que eram alegadamente simpatizantes de Musavir. Mais tarde naquele ano, Almançor, o Bactro realizou duas expedições contra Musavir; na primeira, instalou um tenente em Hadita e capturou alguns carijitas, levando-os para Samarra; na segunda, avançou para Bavazije e derrotou Musavir em combate, capturando alguns de seus seguidores no processo, antes de partir para a capital em torno do fim de outubro.[e] Almançor realizou mais campanhas em 874 e 875, ambas em resposta ao assassinato de oficiais do governo pelos seguidores de Musavir; na última ocasião, ele foi assistido pelo irmão de Almutâmide, Abu Amade (o futuro Almuafaque).

## Morte de Musavir e disputa sucessória
Musavir morreu em ca. 877, logo depois que partiu de Bavazije para encontrar-se com outro exército do governo. Após sua morte, os carijitas tetaram procurar alguém para sucedê-lo. Eles inicialmente chamaram Maomé de Xarazur para assumir a liderança, mas ele recusou o pedido. Então, viraram-se para outro homem chamado Aiube ibne Aiane e fizeram-lhe juramento de aliança. Subsequentemente Maomé ponderou sua decisão e solicitou que fosse reconsiderado como líder, mas os carijitas recusaram-se a retroceder em sua decisão. Em resposta, Maomé agrupou alguns lealistas e atacou Aiube, matando-o. Depois disso, os carijitas começaram a apoiar Maomé ibne Abedalá ibne Iáia, mas ele também acabaria morto. Os carijitas finalmente escolheram Harune ibne Abedalá ibne Albajali, que logo adquiriu grande número de apoiantes. Maomé decidiu não lutar contra Harune, e o último assumiu a antiga posição de Musavir dentro do distrito de Moçul.
Apesar da aparente vitória de Harune na disputa sucessória, sua relação com Maomé permaneceu tênue. Em ca. 881, Maomé decidiu fazer um movimento contra ele; agrupou seus apoiantes e avançou contra ele. Harune organizou seus próprios seguidores em resposta, e os dois lados encontraram-se próximo de Moçul. Na batalha resultante, Harune foi derrotado e 200 de seus homens foram mortos. Ele logo readquiriu controle da situação, contudo, ao solicitar apoio dos árabes taglibitas locais e escrever ofertas para os apoiantes de Maomé, instando-os a desertar para seu lado. Muitos concordaram, e a posição de Maomé rapidamente deteriorou-se como resultado. Ele foi posteriormente morto em Xarazur, e Harune tornou-se o chefe inconteste dos rebeldes carijitas.

## Os carijitas sob Harune
Sob comando de Harune, os carijitas continuaram suas atividades na área em torno de Moçul. Eles subjugaram várias vilas e distritos rurais adjacentes ao rio Tigre, colocando subcomandantes nestes territórios e cobrando impostos e dízimos dos habitantes. Harune também estabeleceu uma aliança com Hamadã, um chefe taglibita e fundador epônimo da dinastia hamadânida, e no transcurso dos vários anos seguintes, ambos conduziram conjuntamente várias campanhas dentro do distrito de Moçul. Em ca. 885, Harune e Hamadã decidiram marchar sobre Moçul; eles entraram na cidade e Harune liderou o povo nas súplicas na Mesquita da Sexta-Feira. Notícias deste incidente foram relatados em Bagdá. Pouco tempo depois, o distrito começou a sofrer invasões dos xaibanitas; em resposta, Harune e Hamadã agruparam suas forças em um esforço para pará-los. Os dois líderes encontraram e avançaram contra os árabes, mas os xaibanitas derrotaram-os em batalha e forçaram-os a retroceder.
Harune realizou outra investida contra Moçul quatro anos depois, após receber a notícia que Ixaque, o governador da cidade, tinha matado um carijita local. Ele convocou seus apoiantes em Hadita e marchou contra Moçul, pretendendo atacar sua população em retaliação. Os notáveis da cidade, contudo, conseguiram convencê-lo a retornar após eles dissociarem-se das ações do governo e desculparem-se pela morte. Em ca. 892, Harune e Hamadã aliaram-se com os habitantes de Moçul, após os últimos rebelarem-se contra seu governador, Maomé ibne Ixaque ibne Cundajique, e expulsarem seu subgovernador da cidade. O subgovernador virou-se para os xaibanitas por assistência, incitando-os a entrar no distrito à força. Harune, Hamadã e alguns voluntários de Moçul reuniram-se para lutar contra os xaibanitas e expulsaram-os da região. Os dois lados encontraram-se nas proximidades da cidade, e após começarem a lutar os voluntários de Moçul venceram uma vitória inicial. Contudo, os xaibanitas conseguiram reagrupar-se e retornaram para o campo de batalha; os voluntários, que estavam saqueando após o combate, foram pegos de surpresa. Muitos foram mortos e os xaibanitas venceram o conflito.
No ano seguinte, uma disputa interna eclodiu entre os carijitas, e muitos deles decidiram rejeitar a liderança de Harune. O líder dos dissidentes era Maomé ibne Ubaidá, um membro dos zuaíridas da vila de Cabrata, que reuniu alguns apoiantes dos árabes tribais e começou a coletar impostos para si. Ele também construiu uma fortaleza em Sinjar e colocou seu filho no comando dela, deixando uma grande quantidade de seu saque ali. Em resposta, Harune marchou em direção da fortaleza com 1 000 homens e sitiou-a. Os zuaíridas dentro da fortaleza posteriormente concordaram em render-se ao receberem garantias de salvo-conduto; os portões foram abertos para os homens de Harune, e o filho de Maomé e muitos de seus apoiantes foram decapitados. Harune então avançou contra Cabrata, onde Maomé estava estacionado. Na batalha subsequente, as forças de Harune foram inicialmente forçadas a se retirar, mas ele subsequentemente reagrupou-as e derrotou os dissidentes, matando muitos deles. Maomé fugiu para Amida, mas foi capturado por seu governador Amade ibne Issa Axaibani e enviado para Bagdá, onde foi esfolado sob ordens do califa.

## Fim da revolta

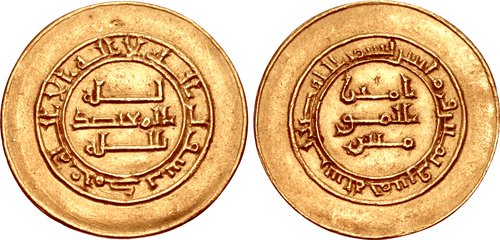
Dinar de ouro do califa Almutadide r.

Em outubro de 892, o califa Almutâmide morreu e foi sucedido por seu sobrinho Almutadide (r. 892–902). Pelo tempo de sua ascensão, Almutadide já era um comandante militar experiente, tendo anteriormente feito campanha contra os rebeldes Zanje no sul do Iraque e os tulúnidas na Síria. O novo califa imediatamente lutou para restabelecer o controle do governo central sobre as províncias centrais do Califado Abássida, que sob seus predecessores estavam nas mãos de governadores autônomos e grupos rebeldes. Incluso entre seus objetivos estava a reconquista da Mesopotâmia Superior, que era a principal fonte de cereais para a capital. Para este fim, ele pessoalmente realizou várias campanhas contra as várias facções na região, num esforço para quebrar seu controle sobre a zona e forçá-los a reconhecer sua autoridade.
A primeira campanha de Almutadide na Mesopotâmia Superior, em 893, foi dirigida contra os xaibanitas na região do Grande e Pequeno Zabe. Em janeiro de 895, ele novamente avançou na província, porém desta vez seu alvo era Hamadã, devido sua associação com Harune e os carijitas. Após primeiro combater alguns tribais árabes e curdos, Almutadide prosseguiu à fortaleza de Hamadã em Mardim. Hamadã decidiu fugir e os defensores rapidamente renderam-se ao califa. Almutadide então retornou para Moçul e enviou uma ordem de rendição para Hamadã, mas quando Hamadã ignorou a convocação, os comandantes Uacife Muxigir e Nácer Alcuxuri foram enviados contra ele. As forças de Hamadã foram rapidamente derrotadas por Uacife e ele foi forçado a fugir; posteriormente, contudo, rendeu-se às forças califais e foi colocado sob guarda.
Após a rendição de Hamadã, o califa focou sua atenção em Harune. Nácer Alcuxuri escreveu uma ameaçadora carta ao carijita, numa tentativa de convencê-lo a render-se; Harune, contudo, escreveu de volta uma resposta desafiadora, rejeitando as exigências de Nácer. Quando a carta foi exibida a Almutadide, ele nomeou Haçane para Moçul e incumbiu-o com o combate aos carijitas. Após cruzar o Zabe, Haçane encontrou Harune e os dois exércitos começaram uma esgotante batalha. O conflito finalmente terminou em derrota para os carijitas; Harune fugiu para o deserto e alguns de seus seguires renderam-se ao califa.
Em março de 896, Almutadide novamente partiu para o distrito de Moçul, de modo a fazer campanha contra Harune. Nesta ocasião, ele foi auxiliado por Huceine, filho de Hamadã, que tinha pacificamente submetido-se ao califa durante a luta do último contra seu pai. Almutadide avançou para Ticrite, enquanto enviou Huceine e Uacife para perseguir Harune. Huceine encontrou o rebelde próximo do Tigre e perseguiu suas forças; Harune tentou fugir, mas Huceine perseguiu-o e posteriormente o capturou, junto com 100 de seus seguidores. Apesar dum apelo de abstenção de combates feito por Harune, Huceine ordenou a seus homens que atacassem; os carijitas foram novamente derrotados e Harune foi capturado.

## Rescaldo

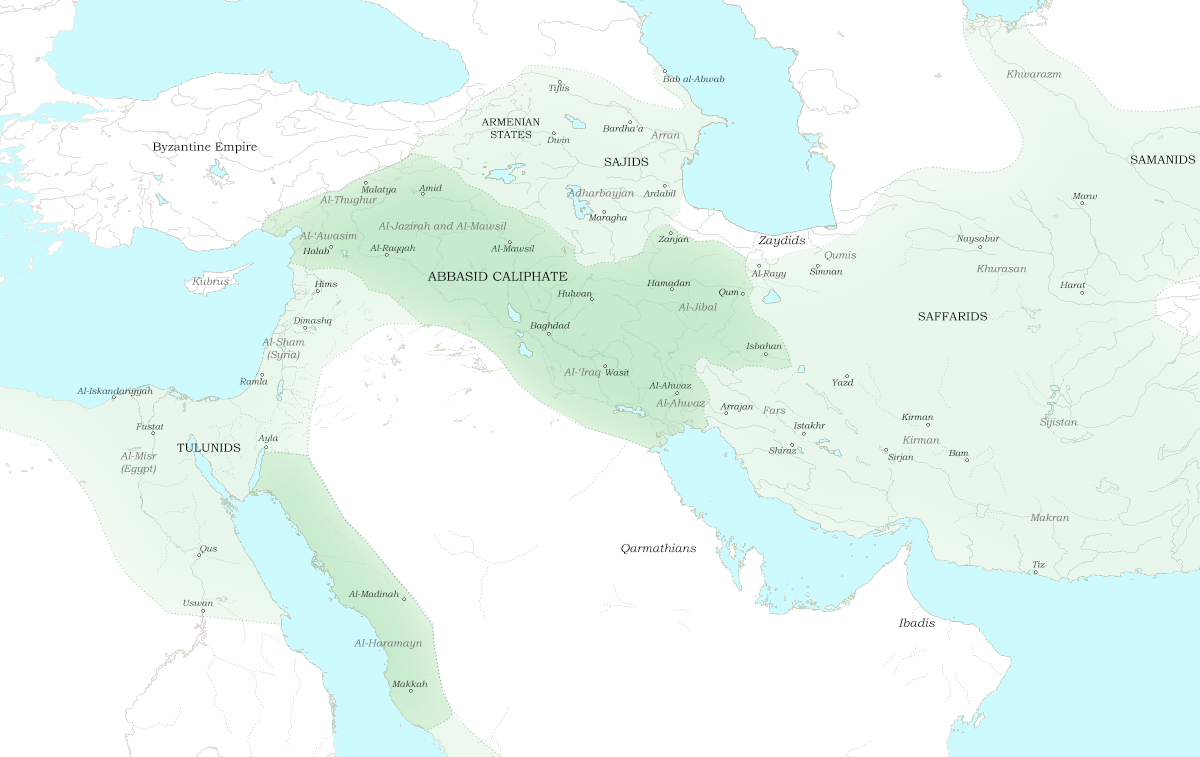
Califado Abássida em 900. As porções em verde escuro representam os territórios controlados diretamente pelo califa

Huceine levou Harune para Almutadide, que enviou uma expedição anunciando a vitória para Bagdá. Ele então marchou para a capital com Harune em custódia, alcançando-a em 9 de maio. Para celebrar a captura do carijita, as ruas de Bagdá foram decoradas e o exército do califa foi reunido diante dos portões da cidade. O próprio califa então entrou na cidade e prosseguiu para seu palácio. Huceine e outros comandantes do exército foram recompensados com roupões de honra, após o qual eles cavalgaram em triunfo através da cidade. Harune foi posto em exibição; montado num elefante, ele foi forçado a sentar na liteira de uma mulher e vestir roupas humilhantes.[f]
Como recompensa pela captura de Harune, Almutadide concordou em perdoar o pai de Huceine e libertá-lo de sua custódia. Huceine e seus irmãos foram subsequentemente nomeados para vários postos, incluindo alguns governos na Mesopotâmia Superior. No século seguinte, os hamadânidas conseguiriam estabelecer um Estado independente de facto na Mesopotâmia Superior e norte da Síria, com os sobrinhos de Huceine, Nácer Adaulá (r. 935–967) e Ceife Adaulá (r. 945–967), governando sobre Moçul e Alepo respectivamente.
Após a derrota dos carijitas, Almutadide continuou seus esforços para readquirir o controle da Mesopotâmia Superior. Em 899, ele recapturou Amida de Maomé ibne Amade Axaibani, e pelo fim de seu reinado em 902, grande parte da província estava novamente sob autoridade do governo central. A atividade rebelde carijita na província subsequentemente estabilizou, com apenas uma revolta em 929 sendo registrada.